# Холодне-гаряче

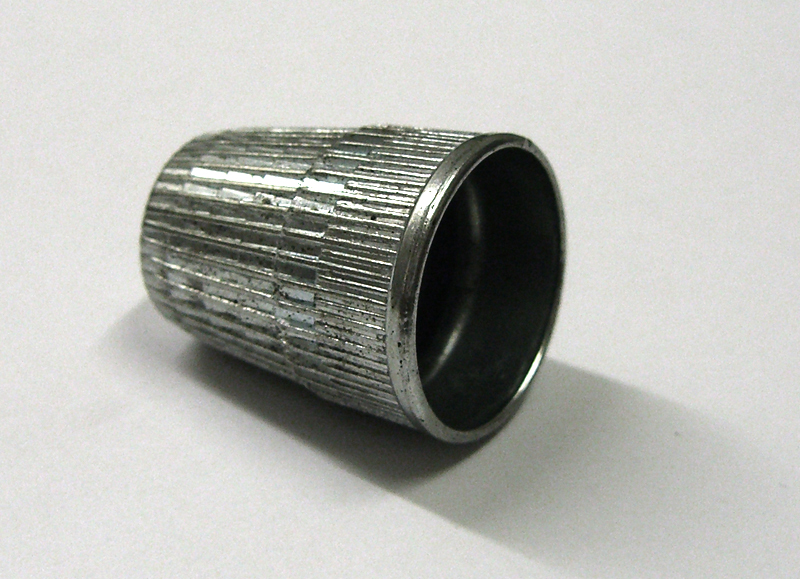
Наперсток, який може стати предметом для пошуку

«Холодне-гаряче» (також відоме як «сховай наперсток» або «сховай хустку» у США, так і у Великій Британії) — гра для вечірок, в якій одна людина ховає наперсток або інший невеликий предмет десь у кімнаті або на вулиці, поки всі інші гравці чекають в іншому місці (у деяких версіях гри його потрібно заховати на видноті). Коли всі повертаються, вони поспішають знайти захований предмет. Перший, хто його знайде, перемагає і ховає його для наступної гри.
Бобове стебло Хакла Бакла (або бобове стебло Хаклберрі) — схожа на дитячу гру, в яку можуть грати двоє або більше гравців, один з яких є тим, хто ховається, або «ведучим», а інший(і) — тими, хто шукає.
Ця гра також відома у США як «гаряча квасоля з маслом» щонайменше з 1830 року, а також інші її назви включають «сховай предмет» та «сховай ключ». Вільям Веллс Ньюелл описав варіант під назвою «наперсток у полі зору» у своїй книзі «Ігри та пісні американських дітей» 1883 року.
Гра відома в різних європейських країнах. У Франції її називають Кеш-тампон. У Німеччині гра Топфшлаген передбачає, що гравець із зав'язаними очима намагається знайти горщик, керуючись сигналами «гаряче» чи «холодно», а подібні версії (без зав'язаних очей) грають у Польщі («Тепло-зимно») та Росії («Холодно-горячо»). В іспаномовних країнах у цю гру грають під такими назвами, як La candelita (Маленький вогонь).

## Ігровий процес

### З підказками
Оберіть «предмет» та «ведучого». Один гравець (або кілька гравців) ховає предмет. Цей гравець буде давати підказки. Інший гравець (або команда) шукає предмет.
Важливо, щоб предмет не було видно одразу і до нього не було надто складно дістатися.
Шукач (або шукачі) в цей час має вийти з кімнати або відвернутися, щоб не бачити, куди ховають предмет.
Коли предмет захований, шукач повертається і починає його шукати. Гравець-хованка дає підказки, використовуючи слова «холодно» або «гаряче», залежно від того, наскільки близько шукач знаходиться до предмета: «Холодно» / «Дуже холодно» / «Лід»: Шукач знаходиться далеко від предмета або рухається в неправильному напрямку. «Тепліше» / «Тепло»: Шукач починає наближатися до предмета. «Гаряче» / «Дуже гаряче»: Шукач знаходиться близько до предмета. «Пече» / «Палає» / «Кипить»: Шукач знаходиться дуже-дуже близько до предмета, майже поруч з ним. «Знайшов!»: Шукач доторкнувся до предмета або знаходиться прямо над ним.
Ведучий постійно оновлює підказку, коли шукач рухається. Якщо шукач віддаляється від предмета, підказка переходить від «гаряче» до «холодно» (наприклад, «було гаряче, а зараз знову тепліше… холодно!»).
Гра закінчується, коли шукач знаходить прихований предмет. Після цього гравці можуть помінятися ролями.

### Без підказок
Шукачі повинні закрити очі та вуха або покинути визначену ігрову зону, поки ведучий ховає невеликий, заздалегідь обраний об'єкт. Коли ведучий каже, що треба знайти цей предмет, або після того, як гравці дорахують до певної кількості, зазвичай до шістдесяти чи ста, гравці виходять і намагаються знайти його першими. Коли об'єкт опиняється в руках, ведучий сповіщає про це інших гравців.
Брайан Саттон-Сміт та інші автори відносять цю гру до категорії ігор з «центральною особою», в яких одній дитині відводиться центральна роль. Ситуація може бути змінена на протилежну: ця роль надається одному шукачеві, а всі інші гравці намагаються сховати предмет від непарного, або випроваджуючи його з кімнати, ховаючи його, або передаючи його по колу за спиною. Це поширений спосіб організації гри «Сховай ключ» або «Полювання на капці».

## Варіації
У деяких версіях гри лише одна людина виходить з кімнати, а всі інші ховають предмет. У пісні «Singing Hunt the Thimble» хованки співають голосніше, коли пошуковий знаходиться близько до об'єкта, і тихіше, коли вони далі.
Варіант гри полягає в тому, що людина, яка знайшла предмет, продовжує вдавати, що шукає його, а потім вигукує «Бобове стебло Хакла Бакла», щоб відвернути увагу інших шукачів від місця розташування предмета. Коли інші шукачі знаходять предмет, вони виконують той самий обман, доки всі шукачі не знайдуть його. Переможці пишаються тим, як швидко вони знаходять об'єкт і скільки часу минає між ними та наступним гравцем, який вигукує «Бобове стебло Хакла Бакла».

## Історія
Ігри, в які грали подібним чином, іноді з дітьми, що утворюють коло навколо шукача, іноді з однією дитиною із зав'язаними очима, існували ще до вікторіанських ігор у вітальні. У 1838 році один письменник назвав гру «Полювання на черевички», яка гралася як коло з одним шукачем, «майже вийшла з моди» в Південній Англії. У 1766 році Олівер Голдсміт описав її виконання у творі «Вікарій з Вейкфілда», назвавши її «примітивним проведенням часу».
Підходи «один шукач» і «один ведучий» пов'язані з грою «Гарячі варені боби». Шукача можуть запросити увійти в кімнату і шукати щось заховане, сказавши: «Гарячі варені боби і масло; заходь і знайди свою вечерю!» Ця гра з'явилася в Англії щонайменше в середині ХІХ століття. Кілька подібних рим з різних частин Англії були записані фольклористкою ХІХ століття Алісою Гомм. Їх співали або декламували в іграх з одним або кількома учасниками, які ховалися: наприклад, «Маленькі свинки приходять на вечерю / Гарячі варені боби і готове масло». Інші назви були «Гаряча квасоля» і «Гаряча квасоля і масло». У США варіації «Гаряча квасоля і масло» та «Гарячий горох і масло» вимагають, щоб захованим предметом був ремінь, який один гравець ховає в таємному місці. Інші гравці є шукачами. Перший шукач, який знайде ремінь, може спробувати ним бити інших гравців, коли вони біжать до визначеної бази.
Сучасною та більш дорослою варіацією гри «Бобове стебло Хакла Бакла» є геокешинг.

## У творах
Чарльз Діккенс згадує про гру в «Таємниці Едвіна Друда»:
«…як діти в грі з гарячою вареною квасолею та дуже добрим маслом, він зігрівався під час пошуків, коли побачив Вежу, і змерз, коли її не бачив».
У епізоді 4 сезону «Повного будинку» під назвою «Старі карі очі» Мішель грає в цю гру з Джої, використовуючи обручку Беккі.
Гра також згадується в Planetfall, де в одній з поведінок Флойда згадується Hucka-Bucka Beanstalk.